# Selidosema ericetaria
Selidosema ericetaria là một loài bướm đêm trong họ Geometridae.